# Луций Папирий из Фрегелл
Лу́ций Папи́рий (лат. Lucius Papirius; III—II века до н. э.) — античный оратор из города Фрегеллы в Италии.

## Биография
Луций Папирий упоминается только в одном источнике — в трактате Марка Туллия Цицерона «Брут, или О знаменитых ораторах». Он жил в городе Фрегеллы (латинской колонии на границе между Лацием и Кампанией) и принадлежал к одному поколению с Тиберием Семпронием Гракхом-старшим, родившимся примерно в 220 году до н. э. В 177 году до н. э. Луций был в числе послов, направленных в Рим латинскими колониями с требованием предоставить им гражданские права. По словам Цицерона, он считался хорошим оратором. Произнесённую Луцием перед сенатом речь римляне читали ещё в середине I века до н. э.
Антиковед Фридрих Мюнцер предположил, что Луций Папирий мог дожить до восстания Фрегелл против Рима (125 год до н. э.) и принять в нём участие.